# Alberto Cecchi (politico)
Alberto Cecchi (Firenze, 31 agosto 1924 – 5 giugno 2014) è stato un politico e giornalista italiano.

## Biografia
Esponente del Partito Comunista Italiano, dal 1966 al 1974 ricoprì l'incarico di consigliere comunale a Firenze.
In occasione delle elezioni regionali toscane del 1975 approdò in consiglio regionale, venendo eletto con 8.981 voti di preferenza.
In vista delle politiche del 1976 lasciò l'incarico in regione per candidarsi alla Camera dei deputati, ove fu eletto con 16.547 preferenze all'interno della circoscrizione Firenze-Pistoia; fu confermato alle politiche del 1979 con 13.216 preferenze.
Terminato il mandato parlamentare nel 1983, divenne successivamente presidente provinciale dell'ANPI.

## Opere
- Pensiero ed opera di Palmiro Togliatti, Federazione comunista pistoiese, 1973
- Storia della P2, Editori Riuniti, 1985